# Zagony (województwo pomorskie)
Zagony (kaszub. Zôgónë, niem. Neufeld) – wieś w Polsce położona w województwie pomorskim, w powiecie bytowskim, w gminie Tuchomie.
W latach 1975–1998 miejscowość należała administracyjnie do województwa słupskiego.
W latach 1945–1954 w gminie Łubno, 1973–1976 w gminę Żabno, a 1976–2009 w gminie Kołczygłowy. 1 stycznia 2010 Zagony odłączono od gminy Kołczygłowy (od sołectwa Wądół), włączając je do gminy Tuchomie, gdzie utworzyły odrębne sołectwo Zagony.